# Piscina
Piscina (en français Pissine) est une commune de la ville métropolitaine de Turin, dans le Piémont, en Italie.

## Administration
| Période                                  | Période  | Identité   | Étiquette    | Qualité |
| ---------------------------------------- | -------- | ---------- | ------------ | ------- |
| 14 juin 2004                             | En cours | Edda Basso | Lista Civica |         |
| Les données manquantes sont à compléter. |          |            |              |         |

### Hameaux
Baudi, Bella, Benne, Bruera, Crotti, Gabellieri, Gastaldi, Prefetta, Casevecchie, Martini, Pascaretto (en partie).

### Communes limitrophes
Cumiana, Pignerol, Frossasco, Airasca, Scalenghe.

### Évolution démographique
Habitants recensés

### Jumelages
- Suardi (Argentine).